# 麻黃加朮湯
麻黃加朮湯出自《金匮要略》卷上。有发汗解表，散寒除湿之功用。

## 原文
湿家身烦疼，可与麻黄加朮汤，发其汗为宜，慎不可以火攻之。

## 注解
身痛烦者，湿兼寒而在表也。用麻黄汤以散寒，用白术以除湿。喻氏曰：麻黄得白术，则虽发汗，不致多 汗。 而术得麻黄，并可以行表裡之湿。

## 组成
麻黄9克(去节) 桂枝6克(去皮) 甘草3克(炙) 杏仁9克(去皮、尖) 白术12克

## 用法
上五味，用水900毫升，先煮麻黄，去上沫，纳诸药，煮取250毫升，去滓，温服150毫升，覆被取微汗。

## 主治
外感寒湿，恶寒发热，身体烦疼，无汗不渴，苔白腻，脉浮紧者。